# Faust (Spohr)
Faust és una òpera en tres actes de Ludwig Spohr, amb llibret de Josef Carl Bernard. S'estrenà al Teatre dels Estats de Praga l'1 de setembre de 1816. No s'ha estrenat a Catalunya.